# Beomeosa

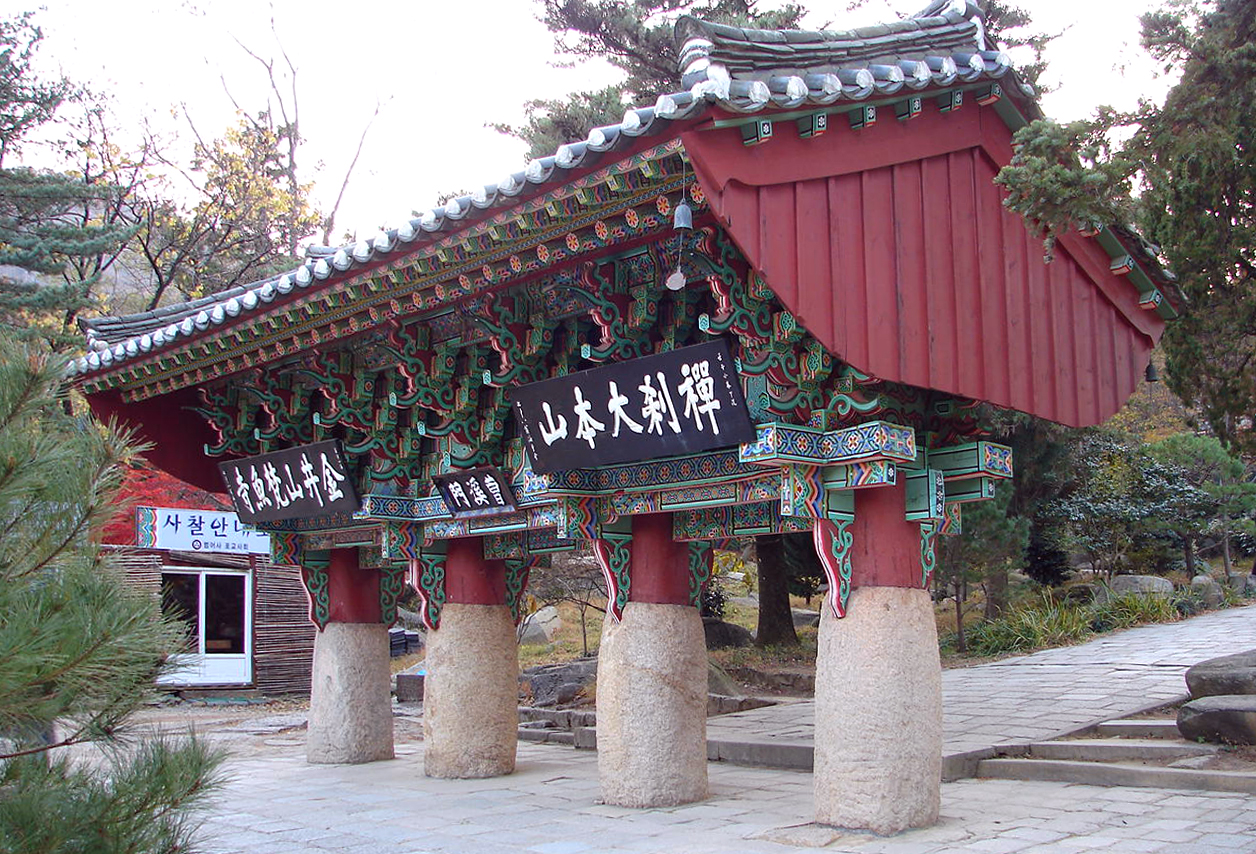
Das „Ein-Pfeiler-Tor“ (Iljumun) aus dem Jahr 1614

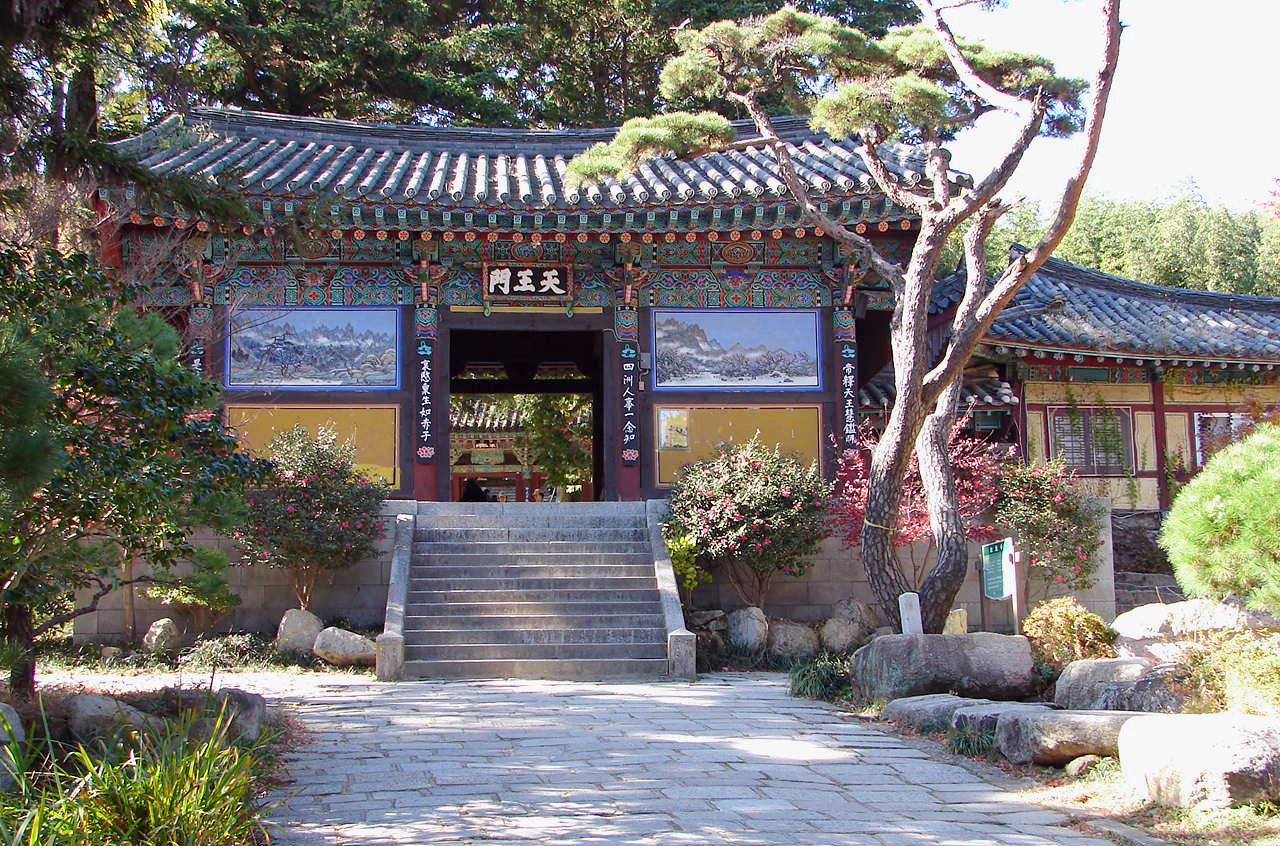
Tor der Vier Himmelskönige (Cheonwangmun) aus dem Jahr 1699

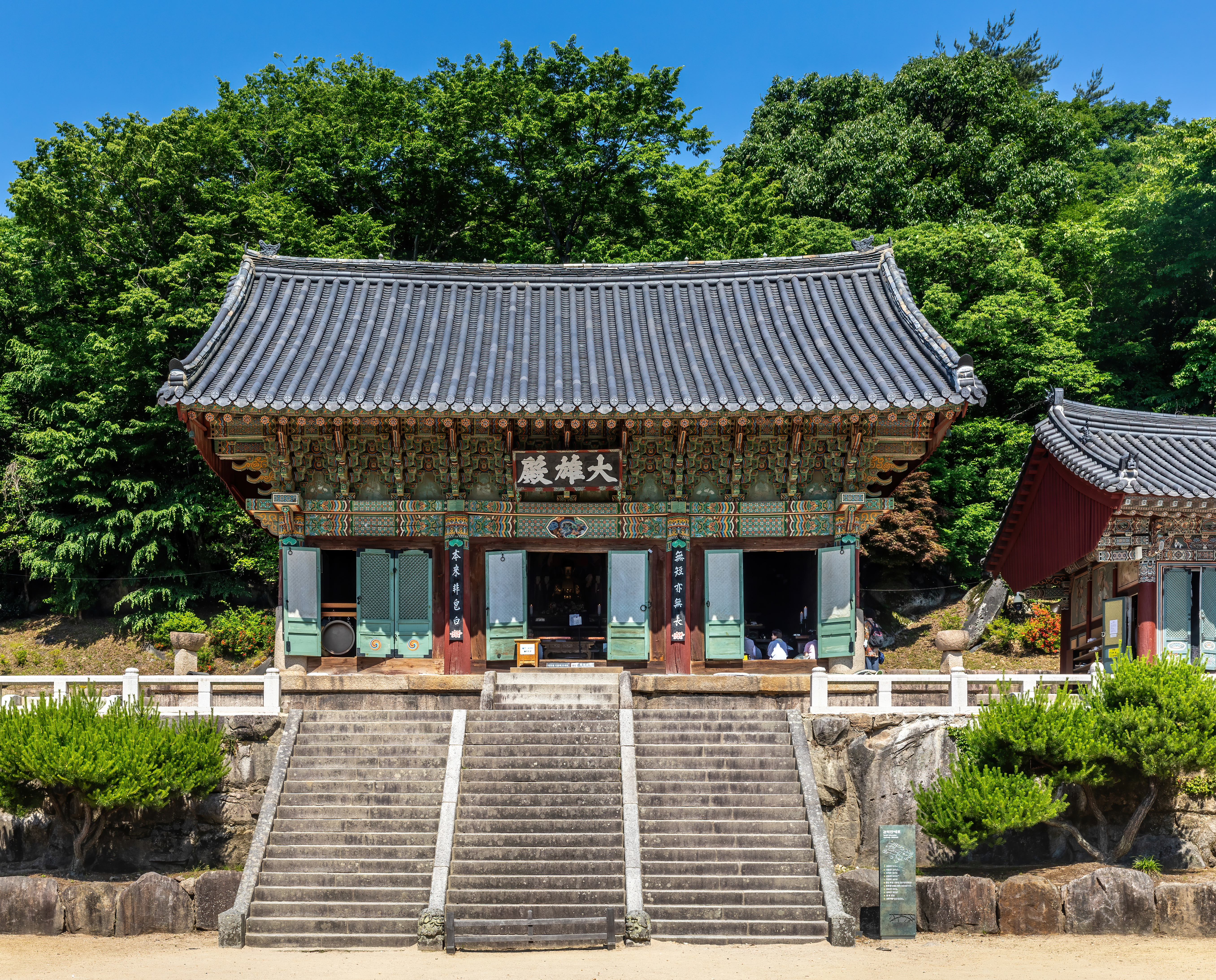
Haupthalle (Daeungjeon)

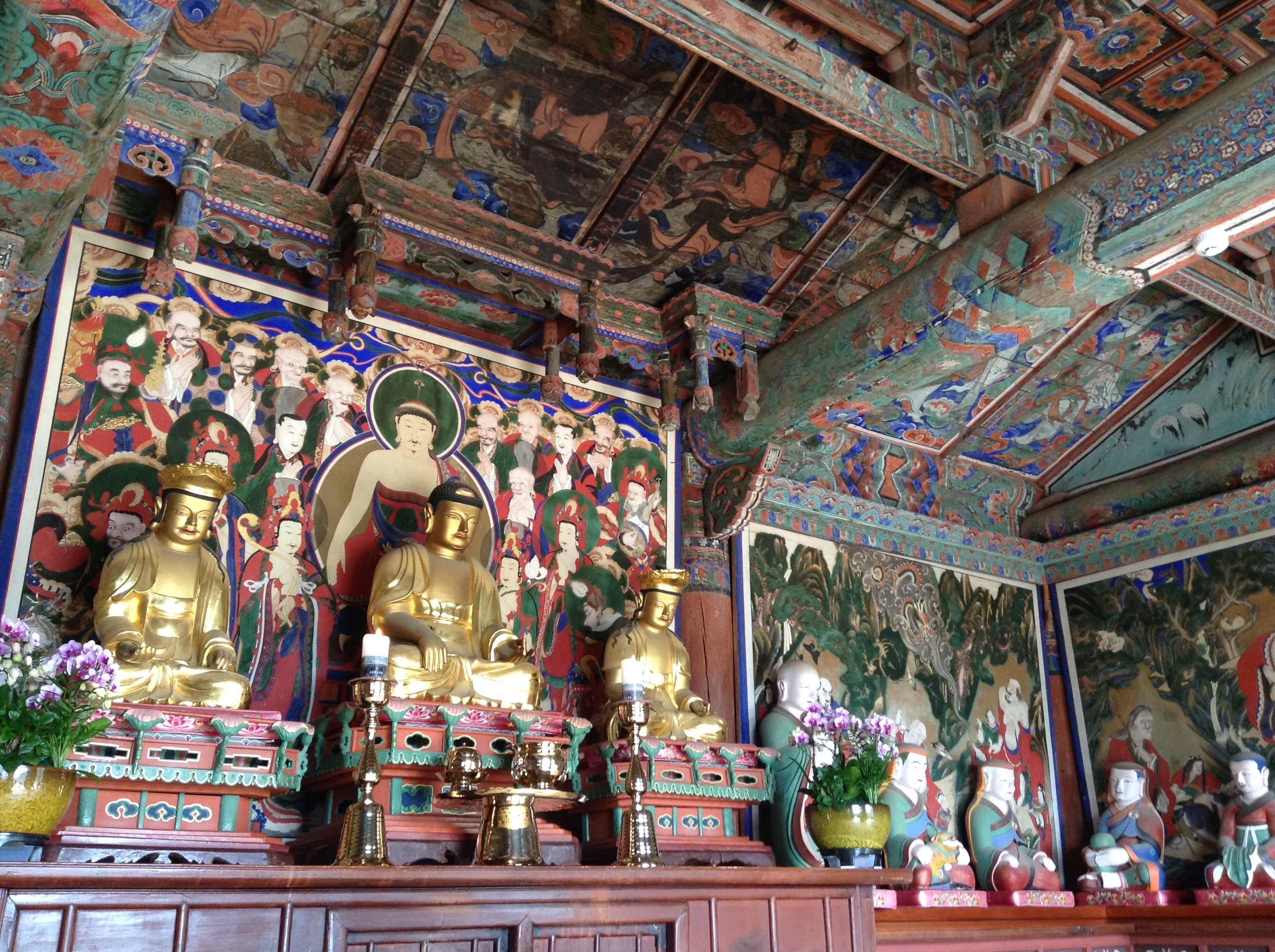
In der Ksitigarbha gewidmeten Halle

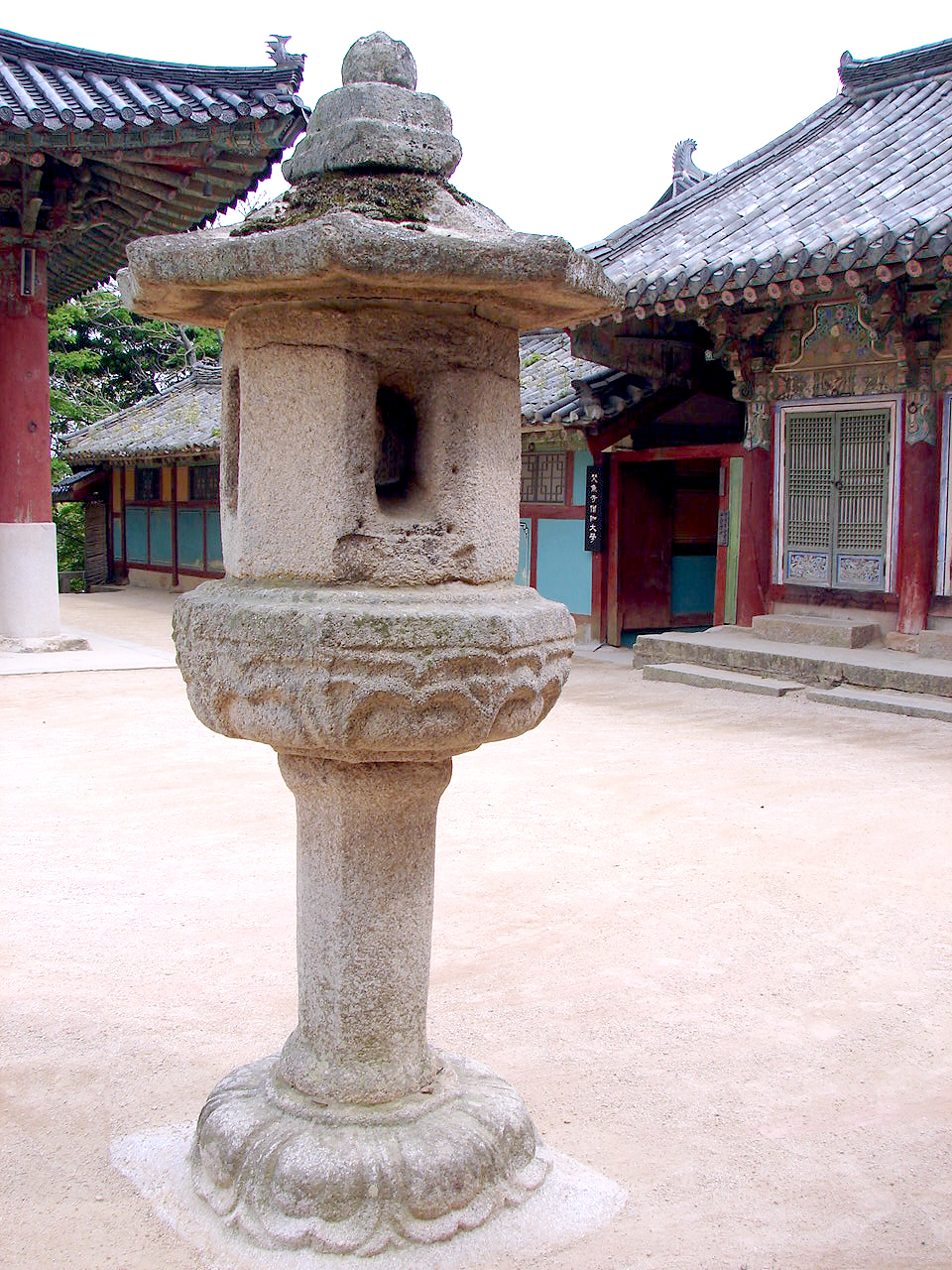
Steinlampe aus der Silla-Dynastie

Der Beomeo-Tempel (kor. 범어사, Hanja 梵魚寺, Beomeosa, etwa. „Brahma-Fisch-Tempel“) ist ein buddhistischer Tempel des den Seon-Buddhismus (chines. Chan, jap. Zen) praktizierenden Jogye-Ordens (Jogye-jong, 曹溪宗). Er liegt am Hang des Geumjeong-Bergs im heutigen Außenbezirk der südkoreanischen Großstadt Busan.

## Geschichte
Der Tempel wurde 678, d. h. im 18. Jahr der Herrschaft des Königs Munmu (Munmu Wang, 文武王) der Silla-Dynastie, durch den Mönch Ui-sang (kor. 의상, Hanja 義湘) als einer der zehn Tempel der Avatamsaka-Schule („Blütenschmuck-Schule“, chines. Huayan zong) gegründet. Der „Revidierten Geographie des Östlichen Landes“ (新增東國輿地勝覽, Sinjeung dongguk yeoji seungnam) zufolge soll ein goldener Fisch vom Himmel zu einer Quelle an diesem Berg gekommen sein. Dieser erhielt hierauf den Namen „Goldquellen-Berg“ (金井山, Geumjeongsan) und der hier errichtete Tempel den Namen „Brahma-Fisch-Tempel“. Im Umfeld entstanden nach und nach elf dem Tempel zugehörige Einsiedeleien (amja).
In seiner Blütezeit während der Goryeo-Dynastie lebten hier über 1000 Mönche. Während der Invasion Koreas durch den japanischen Feldherrn Toyotomi Hideyoshi in den Jahren 1592–1597 wurde die Anlage nahezu völlig eingeäschert. Nach 1602 nahmen die Mönche Myojeon und Haemin den Wiederaufbau einiger Hallen und des Wohngebäudes in Angriff. Die heutige Haupthalle wie auch das auf Steinpfeilern sitzende Jogye-Tor (Jogyemun) stammen aus dieser Zeit. Die Zahl der Hallen erreichte nie wieder den einstigen Umfang. Sie dienen der Verehrung der wichtigsten Buddhas und Bodhisattvas des Mahayana-Buddhismus: Sakyamuni (kor. Seokkamoni), Vairocana (kor. Birojana), Maitreya (kor. Mireuk), Avalokitesvara (kor. Gwanseum) und Ksitigarbha (kor. Jijang). Aus der Frühzeit erhalten ist eine dreistöckige Steinpagode, die zwischen 826 und 836 errichtet wurde, sowie eine (unscheinbare) Steinlampe.
In den 1950er Jahren begann in diesem Tempel eine Bewegung zur Restauration asketischer Traditionen. 2012 wurde er zu einem der acht Schulungszentren des Jogye-Ordens deklariert.
2003 eröffnete der Tempel ein kleines Museum, das sich auch um die ca. 30 000 Relikte kümmert, unter anderem rund 70 Gemälde und 1000 kostbare Bücher. Rund 100 Objekte wurden als Kulturgut deklariert.
Die in der Umgebung in großer Zahl wild wachsenden Wisterien (Blauregen) schaffen zur Blütezeit im späten Frühjahr ein eindrucksvolles Landschaftsbild, weshalb die Einheimischen auch vom „Blauwolken-Tal“ (藤雲谷, Deungungok) sprechen.